# 見事
| ウィキペディアには「見事」という見出しの百科事典記事はありません（タイトルに「見事」を含むページの一覧/「見事」で始まるページの一覧）。 代わりにウィクショナリーのページ「見事」が役に立つかもしれません。 |